# سه بچه گربه یتیم
سه بچه گربه یتیم (انگلیسی: Three Orphan Kittens) یک انیمیشن کوتاه محصول ۱۹۳۵ در مجموعه سمفونی احمقانه است که توسط شرکت والت دیزنی ساخته شده است. این اثر برنده جایزه اسکار سال ۱۹۳۵ برای بهترین موضوع انیمیشن کوتاه شد.  دنباله این اثر در سال ۱۹۳۶ تحت عنوان بچه گربه‌های بیشتر ساخته شد. 